# Cathédrale Saint-Joseph d'Alep
Pour les articles homonymes, voir Cathédrale Saint-Joseph.
La cathédrale Saint-Joseph est la cathédrale catholique chaldéenne de l'éparchie chaldéenne d'Alep, dans le nord de la Syrie. C'est le siège épiscopal de quatorze paroisses (en 2009) desservis par une quinzaine de prêtres pour environ 35 000 baptisés (en 2009). Son titulaire est Mgr Antoine Audo, sj.
La cathédrale est dédiée à saint Joseph, père adoptif de Jésus.

## Adresse
1, rue Patriarche Elias IV Mouawwad, Soulemaniye, B.P. 4643, Alep, Syrie 